# Aleksandra Kolasiewa
Aleksandra Iwanowna Kolasiewa (ros. Александра Ивановна Колясева, ur. 18 sierpnia 1968 w Iżewsku) – rosyjska kolarka szosowa, trzykrotna mistrzyni świata.

## Kariera
Pierwszy sukces w karierze Aleksandra Kolasiewa osiągnęła w 1992 roku, kiedy wspólnie z Gulnarą Fatkuliną, Natalją Grininą i Nadieżdą Kibardiną zdobyła brązowy medal w drużynowej jeździe na czas podczas mistrzostw świata w Benidorm. Razem ze Swietłaną Bubnienkową, Olgą Sokołową i Walentiną Połchanową zdobyła w tej samej konkurencji złote medale na mistrzostwach świata w Oslo w 1993 roku i rozgrywanych rok później mistrzostwach świata w Agrigento. Ponadto zwyciężyła między innymi we francuskich wyścigach Masters Féminin w 1995 roku i Tour de l'Aude Cycliste Féminin w 1996 roku, a w 1989 roku była druga w klasyfikacji generalnej Giro d'Italia Femminile. Dwukrotnie zdobywała medale mistrzostw Rosji: srebrny w indywidualnej jeździe na czas w 1994 roku i brązowy w wyścigu ze startu wspólnego w 1996 roku. Nigdy nie brała udziału w igrzyskach olimpijskich.